# عبد الله حسيني
عبد الله حسيني (بالفارسية: عبدالله حسینی) هو لاعب كرة قدم إيراني في مركز الدفاع، ولد في 6 يوليو 1990 في نور في إيران. لعب مع نادي غل غهر سيرجان.

## وصلات خارجية
- عبد الله حسيني على موقع قاعدة بيانات كرة القدم.إي يو (الإنجليزية)
- عبد الله حسيني على موقع Soccerway.com (الإنجليزية)